# Поляна (Бещадський повіт)
Поля́на (пол. Polana) — село Бещадського повіту Підкарпатського воєводства Республіки Польща. Колишнє бойківське село, у рамках договору обміну територіями 1951 року все українське населення насильно переселено, зокрема у село Сталіне Іванівського району Одеської області було переселено 1230 бойків. Населення — 392 особи (2011).

## Історія
Село Поляна було одним з найбільших сіл в околицях Солини. Історично доведено, що вже в першій половині XV ст. тут був оборонний пост, а появу самого села відносять до 1456 р. Спочатку в 1510 р. селі з'явився костел, а згодом, у 1533 р. була побудована перша греко-католицька церква. Згідно з переписом населення 1767 р., у Поляні проживало 457 греко-католиків, 384 римо-католики і 47 євреїв. Селяни господарювали на 1663 моргах землі. До 1772 р. село знаходилося в Перемишльській землі Руського воєводства.  
У 1772-1918 рр. село було у складі Австро-Угорської монархії, у провінції Королівство Галичини та Володимирії. В селі діяли дві народні школи: польська, заснована Товариством народних шкіл, і русинська (українська). У 1870 р. тут почали видобувати нафту. Більшість населення працювало на розробці 20 навколишніх нафтових свердловин. 
У 1919-1939 рр. — у складі Польщі. Село належало до Ліського повіту Львівського воєводства, у 1934-1939 рр. входило до складу ґміни Поляна. На 1921 р. в селі — 213 будинків, у яких проживає 1342 мешканці: 511 греко-католиків, 731 римо-католик, 99 юдеїв. У 1931 р. село налічувало 1604 мешканця, займало 2170 гектарів, з яких 1734 використовувалися під сільське господарство [23]. У міжвоєнний період існували ансамбль скрипалів та аматорський театр, у селі налічувалось сім крамниць [22. С. 7, 173]. В Поляні було значне польське населення. На 01.01.1939 у селі було 1790 жителів (800 українців-грекокатоликів, 200 українців-римокатоликів, 670 поляків і 120 євреїв).
У середині вересня 1939 року німці окупували село, однак уже 28 вересня 1939 року мусіли відступити з правобережної частини Сяну, оскільки за пактом Ріббентропа-Молотова вона належала до радянської зони впливу. 27.11.1939 постановою Президії Верховної Ради УРСР село в ході утворення Дрогобицької області включене до неї. Територія ввійшла до складу утвореного 17.01.1940 Ліськівського району (районний центр — Лісько). Наприкінці червня 1941, з початком Радянсько-німецької війни, територія знову була окупована німцями. В серпні 1944 року радянські війська знову оволоділи територією села. В березні 1945 року територія віддана Польщі.
Після передачі цієї території Польщі родини русинів-українців були примусово переселені до села Сталіне, а після проведення операції «Вісла» — до околиць міста Легниця. Терен, з якого проводилося виселення, належав до етнічних земель бойків — субетнічної групи українського народу. Прихильність до рідних місць, як один із проявів консерватизму бойків, була настільки сильною, що старші покоління сприймали виселення як катастрофу всього свого життя.
У 1975-1998 роках село належало до Кросненського воєводства.

## Демографія
Демографічна структура станом на 31 березня 2011 року:
|          | Загалом | Допрацездатний вік | Працездатний вік | Постпрацездатний вік |
| -------- | ------- | ------------------ | ---------------- | -------------------- |
| Чоловіки | 205     | 44                 | 137              | 24                   |
| Жінки    | 187     | 45                 | 108              | 34                   |
| Разом    | 392     | 89                 | 245              | 58                   |

## Греко-католицька церква Святого о. Николая
Дерев'яна церква збудована у 1790 році, була парафіяльною, належала до Лютовиського деканату Перемиської єпархії УГКЦ. Після виселення українців церква використовували як зерновий склад місцевого держгоспу, з 1969 р. — парафіяльний костел. Храм є зразком класичної дерев'яної бойківської церковної архітектури. Пам'ятка є в туристичному маршруті «Шлях дерев'яної архітектури».